# Petra Zakouřilová
Petra Zakouřilová (* 5. September 1978 in Liberec) ist eine ehemalige tschechische Skirennläuferin. Sie war auf die technischen Disziplinen Slalom und Riesenslalom spezialisiert, erreichte zwei Top-20-Platzierungen im Weltcup sowie fünf Top-20-Platzierungen bei Weltmeisterschaften und Olympischen Spielen und wurde sechsmal Tschechische Meisterin.

## Biografie
Zakouřilová nahm von 1994 bis 1998 an fünf Juniorenweltmeisterschaften teil. Als bestes Resultat erreichte sie dabei Platz 16 im Riesenslalom von Schladming 1997. Im Dezember 1995 nahm sie erstmals an Wettbewerben im Europacup und im Nor-Am Cup teil. Während sie im Nor-Am Cup beim Riesenslalom von Winter Park den 13. Platz belegte, blieb sie im Europacup vorerst noch ohne Resultat. Ihre ersten Punkte im Eurapacup gewann sie am 28. Januar 1997 mit Platz 23 im Riesenslalom von Rogla. Bereits 1996 hatte sie im Super-G ihren ersten tschechischen Meistertitel gewonnen. 1997 gewann sie die nationale Meisterschaft im Slalom.
Im Februar 2001 nahm Zakouřilová in St. Anton am Arlberg erstmals an Weltmeisterschaften teil. Dabei erreichte sie im Slalom als beste Tschechin den 17. Platz und im Riesenslalom den 30. Rang. Wenig später bestritt sie mit dem Slalom von Garmisch-Partenkirchen ihr erstes Weltcuprennen, konnte sich dabei aber nicht für den zweiten Durchgang qualifizieren. Am 14. März desselben Jahres kam sie erstmals in einem Europacuprennen unter die besten zehn und drei Tage später wurde sie zum zweiten Mal Tschechische Meisterin im Slalom. Die ersten Weltcuppunkte gewann Zakouřilová mit Platz 28 im Slalom von Sestriere am 9. Dezember 2001. Im Rest der Saison kam sie aber nicht mehr in die Punkteränge. Im Februar 2002 startete sie bei den Olympischen Winterspielen in Salt Lake City. Im Riesenslalom belegte sie Rang 27 und in der Kombination erzielte sie mit Platz zehn im Slalom und Rang 23 in der Abfahrt den 16. Rang. Am 19. Januar 2003 erreichte die Tschechin mit Platz fünf im Slalom am Tonalepass ihr bestes Europacupergebnis und im Februar belegte sie bei den Weltmeisterschaften 2003 in St. Moritz als jeweils beste Tschechin Platz 17 im Slalom (zeitgleich mit der Norwegerin Line Viken) und Rang 34 im Riesenslalom. Ihr einziges Weltcupresultat in der Saison 2002/03 war der 21. Platz im Slalom von Åre.
Am 28. Dezember 2003 gelang Zakouřilová mit Platz 14 im Slalom von Lienz das beste Weltcupergebnis ihrer Karriere. Zudem erreichte sie in der Saison 2003/04 Rang 24 im Slalom von Park City und Rang 25 im zweiten Slalom von Levi. Im nächsten Winter kam sie nur im ersten Slalom der Saison in Aspen, wo sie 18. wurde, in die Punkteränge. Bei den Weltmeisterschaften 2005 in Bormio fuhr sie auf Platz 20 im Slalom und auf Rang 37 im Riesenslalom. In der Saison 2005/06 kam Zakouřilová in keinem ihrer zehn Weltcuprennen in die Wertung. Bei den Olympischen Winterspielen 2006 in Turin wurde sie 24. in der Kombination und 27. im Riesenslalom. Im März gewann sie bei den tschechischen Meisterschaften 2006 den Slalom und den Riesenslalom. In der Saison 2006/07 kam Zakouřilová mit Rang 27 im Slalom von Zwiesel einmal in die Weltcup-Punkteränge und bei den Weltmeisterschaften in Åre fuhr sie auf Platz 28 im Slalom sowie Rang 40 im Riesenslalom. Zudem wurde sie mit ihren Mannschaftskollegen Neunte im Team-Wettbewerb. Im nächsten Winter blieb Zakouřilová im Weltcup wieder ohne Punkte, aber sie wurde zum zweiten Mal Tschechische Meisterin im Riesenslalom. Auch in den Saisonen 2008/09 und 2009/10 kam sie in keinem Weltcuprennen in die Wertung, nur im Europacup konnte sie in diesen zwei Jahren dreimal punkten. Nachdem sie an den Weltmeisterschaften 2009 nicht teilgenommen hatte, startete sie 2010 bei den Olympischen Winterspielen in Vancouver, fiel aber sowohl im Slalom als auch im Riesenslalom im ersten Durchgang aus. Nach den Olympischen Spielen nahm sie nur noch am Slalom der tschechischen Meisterschaften teil, wo sie ebenfalls ausfiel, und beendete danach ihre Karriere.

## Erfolge

### Olympische Winterspiele
- Salt Lake City 2002: 16. Kombination, 27. Riesenslalom
- Turin 2006: 24. Kombination, 27. Riesenslalom

### Weltmeisterschaften
- St. Anton 2001: 17. Slalom, 30. Riesenslalom
- St. Moritz 2003: 17. Slalom, 34. Riesenslalom
- Bormio 2005: 20. Slalom, 37. Riesenslalom
- Åre 2007: 28. Slalom, 40. Riesenslalom, 9. Team-Wettbewerb

### Weltcup
- 2 Platzierungen unter den besten 20

### Juniorenweltmeisterschaften
- Lake Placid 1994: 37. Riesenslalom, 41. Super-G, 44. Abfahrt
- Voss 1995: 30. Slalom, 39. Riesenslalom, 41. Abfahrt
- Hoch-Ybrig 1996: 24. Slalom, 33. Abfahrt, 37. Super-G
- Schladming 1997: 16. Riesenslalom, 31. Super-G
- Megève 1998: 27. Riesenslalom, 30. Super-G, 38. Abfahrt

### Tschechische Meisterschaften
- Zakouřilová ist sechsfache Tschechische Meisterin:
  - 3× Slalom: 1997, 2001, 2006
  - 2× Riesenslalom: 2006, 2008
  - 1× Super-G: 1996

### Weitere Erfolge
- 3 Top-10-Platzierungen im Europacup
- 1 Top-10-Platzierung im Nor-Am Cup